# Sigrun von Schlichting
Sigrun von Schlichting (ur. 19 sierpnia 1940 w Bregencji, zm. 11 lipca 2009 we Wschowie) – niemiecka neopoganka, współzałożycielka Zakonu Armanów, właścicielka pałacu w Szlichtyngowej. W ciągu życia przedstawiała się przy pomocy różnych, często przybranych nazwisk: Sigrun Strauß-Hammerbacher, Sigrun Schleipfer (po mężu), Sigrun Schleipfer-Friese, wreszcie Sigrun Freifrau von Schlichting oraz Sigrun Freifrau von Schlichting-Bukowiec – podając się za potomkinię Jana Jerzego Szlichtynga, założyciela miasta Szlichtyngowa.

## Rodzina i młodość
Urodziła się jako córka Hansa Wilhelma Hammerbachera (1903-1980) oraz Barbary von Schlichting (ur. 1914). Została wychowana w volkistowskim środowisku. Po Anschlussie jej ojciec został mianowany przewodniczącym struktur rejonowych (Kreisleiter) NSDAP w Feldkirch, a następnie w Bregencji, gdzie przyszła na świat Sigrun. Był ponadto autorem i wydawcą książek oraz broszur promujących rodzime wierzenia germańskie, w których wyraźnie zaznacza się wpływ filozofii Rosenberga. Napisał m.in. Midgards Morgen (Poranek w Midgard), Irminsul. Das germanische Lebensbaumsymbol (Irminsul. Germański symbol drzewa życia) oraz Die Donar-Eiche. Geschichte eines Heiligtums (Dąb Donara. Historia świątyni). Szczególnie ostatnia z tych książek idealizuje pradawny germański politeizm, zniszczony przez chrześcijaństwo (w szczególności przez św. Bonifacego). Niektóre z jego książek były później sprzedawane w księgarni wysyłkowej, którą prowadził mąż Sigrun, Adolf Schleipfer. Obecnie wznowień dokonuje wydawnictwo Orion-Heimreiter Verlag, kierowane przez Dietmara Muniera.
Od strony matki Sigrun Hammerbacher miała być spokrewniona z rodem von Schlichting. Nazwiskiem tym zaczęła się przedstawiać po rozwodzie z pierwszym mężem w latach 80., gdy w kręgach volkistowskich panowała moda na nadawanie sobie tytułów szlacheckich. Schlichtingowie byli właścicielami dworu w Górczynie (Gurschen), którego ostatnim właścicielem miał być dziadek Sigrun, Rudolf von Schlichting (1883-1951). Posiadłość popadła jednak w ruinę w okresie II wojny światowej oraz Polskiej Rzeczypospolitej Ludowej.
Po zakończeniu II wojny światowej Hans Hammerbacher był więziony do roku 1948. Rodzina popadła wówczas w biedę. Żona z czworgiem dzieci musiała udać się do krewnych, mieszkających w powiecie Altötting w Bawarii. Sigrun została adoptowana przez Hildegardę Friese, bratanicę Roberat Martina Friesego. Działała w młodzieżowej skrajnie prawicowej organizacji Bund Heimattreuer Jugend (Związek Młodych Wiernych Ojczyźnie), a następnie w Goden-Orden (zał. w 1957 przez Franza Musfelda). W tej ostatniej organizacji poznała swojego męża, Adolfa Schleipfera (ur. 1947). Następnie przez pewien czas para żyła w Afryce.

## Armanen-Orden

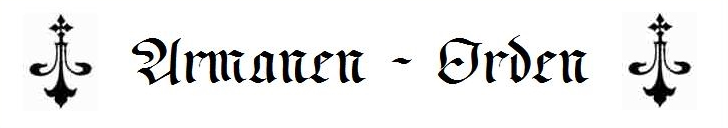

W 1976 wraz z Adolfem Schleipferem powołała do życia Armanen-Orden (AO; Zakon Armanów lub Zakon Armański) – organizację o profilu neonazistowskim i neopogańskim. Zakon wzorował się na tradycji ariozofii, odwołując się do dziedzictwa Guido-von-List-Gesellschaft (zał. 1911 przez Guido von Lista, reaktywowane przez Schleipfera w 1969). Adolf Schleipfer tytułował się jego wielkim mistrzem.
Organizacja podnosiła hasła jawnie rasistowskie, antysemickie i neonazistowskie jedynie w pierwszych latach swojej działalności. Powoływała się wówczas na tzw. „teorię rdzennej rasy” (niem. Wurzelrasse), którą zaczerpnęła najpewniej od Heleny Bławatskiej. Głosi ona, jakoby pierwotnie istniała jedynie jedna rasa ludzka – aryjska, biała – która mieszając się z „formami przedludzkimi”, dała początek pozostałym.
Od lat 80. Zakon stopniowo wyciszał retorykę neonazistowską, przedstawiając się przede wszystkim jako wspólnota wyznaniowa z nurtu Ásatrú. Sigrun Schleipfer zaczęła wówczas korzystać z mitologii celtyckiej oraz duchowości feministycznej i aktywnie promować organizację w środowiskach ezoterycznych. Dzięki temu zdołała przyciągnąć znaczną grupę wyznawców, którzy nie zawsze reprezentowali poglądy skrajnie prawicowe, lecz czasem po prostu poszukiwali alternatywnej duchowości. Ścisłych członków Zakonu było wówczas około 50, a trzy razy tyle osób należało do grona sympatyków i zwolenników. W celu konsolidacji środowisk rodzimowierczych Sigrun utworzyła w roku 1989 Arbeitsgemeinschaft Naturreligiöser Stammesverbände Europas (ANSE; Wspólnota Plemiennych Związków Religijnych Europy; oficjalna rejestracja w 1992). W ramach „wspólnoty” Armanen-Orden współpracował m.in. z takimi grupami, jak Deutschgläubige Gemeinschaft czy Artgemeinschaft (którą Federalny Urząd Ochrony Konstytucji uznał w 2005 roku za prawicowo-ekstremistyczną). Jej oddziaływanie sięgało także poza Niemcy. Bliski kontakt z Sigrun von Schlichting i ANSE miał chociażby jeden z założycieli islandzkiej grupy Ásatrúarfélagið, Þórsteinn Guðjónsson. Stopniowo volkistowskie korzenie zaczęły być traktowane w środowisku niemieckich neopogan jako coraz większe obciążenie. Armanen-Orden ograniczył wówczas swoją działalność, a Sigrun nawiązała kontakty z organizacjami pogańskimi z Europy Wschodniej, m.in. z litewską grupą Romuva. Po upadku żelaznej kurtyny na tej podstawie powstał World Congress of Ethnic Religions (WCER; Światowy Kongres Religii Etnicznych).
Niektórzy badacze twierdzą jednak, że ta zmiana narracji była jedynie powierzchowna, a religijna otoczka była traktowana przez ideologów Zakonu jedynie jako narzędzie do rozpowszechniania koncepcji rasistowskich. Ich zdaniem Armanen-Orden wykorzystywał ANSE do politycznej infiltracji innych środowisk. Zakon, zbliżając się do postulatów tzw. nowej prawicy, ubierał biologistyczne i rasistowskie wzorce myślowe we współczesną terminologię ekologiczną, odwołując się do takich pojęć jak „etnopluralizm” i „europejski nacjonalizm”.

## Pałac w Jędrzychowicach

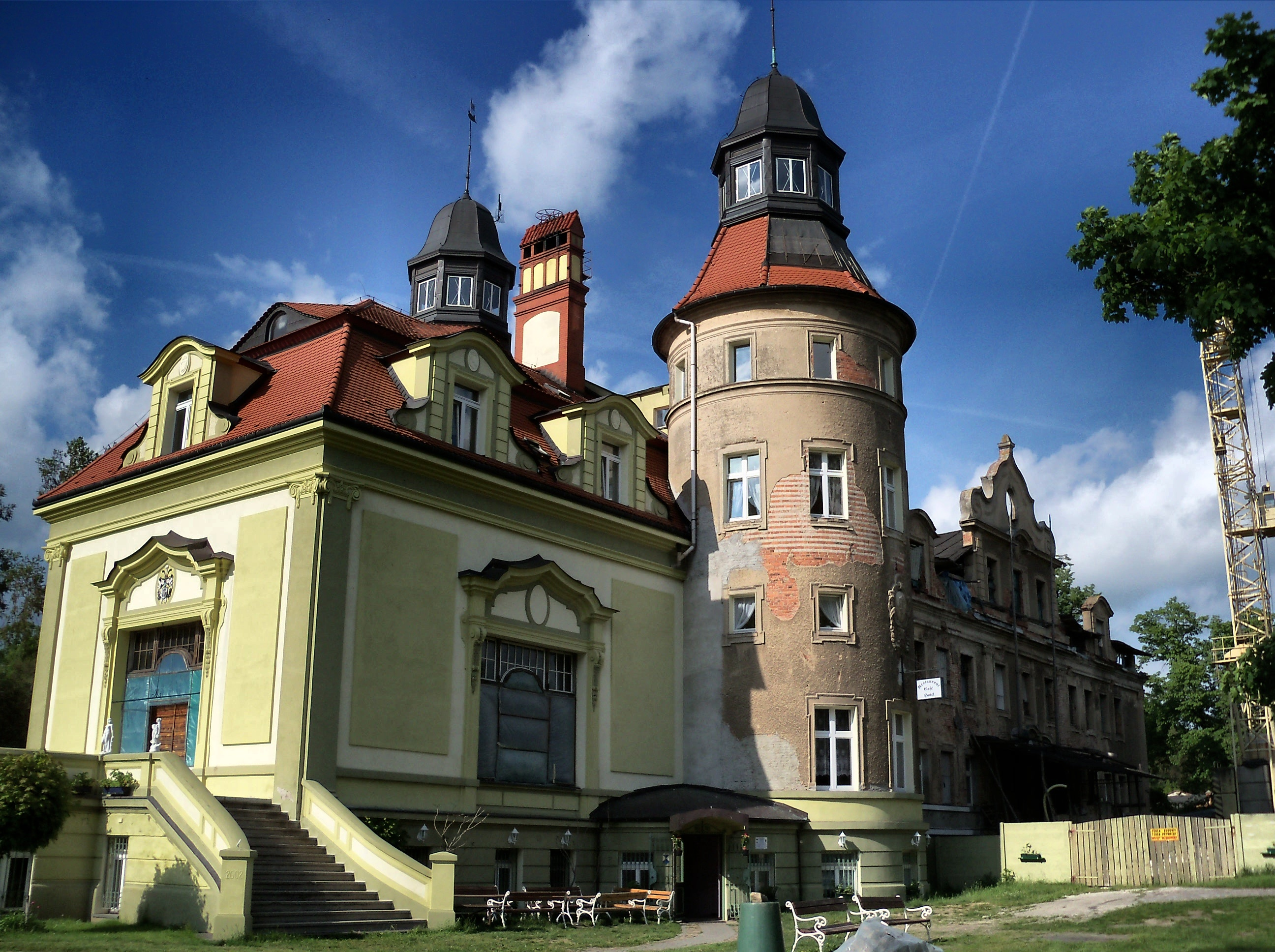
Pałac Rothenhorn w roku 2010

W 1977 Sigrun Schleipfer założyła Gemeinschaft zur Erhaltung der Burgen (Stowarzyszenie na rzecz Konserwacji Zamków), które stawiało sobie za cel zakup i renowację zamku na cele Zakonu. W roku 1994 udało jej się kupić pałac w Jędrzychowicach, który nazwała Rothenhorn (Czerwony Róg). Wprowadziła się do niego 5 lutego 1995 roku i własnym sumptem rozpoczęła remont, nie mając wsparcia finansowego ze strony państwa. Dwukrotnie została wówczas okradziona. Od 2000 pomagała jej Beata Kazimierczak z Jędrzychowic. Jak twierdziła, zanim przystąpiła do restauracji zamku, wyremontowała już sześć domów: trzy w Afryce, dwa w Bawarii i jeden w Polsce.
Działała na rzecz społeczności lokalnej: w 1994 roku z jej inicjatywy Szlichtyngowa obchodziła jubileusz 350-lecia istnienia. Z kolei w lipcu 2007 roku gościła ponad 60 uczniów z Polski, Niemiec i Ukrainy, którzy w ramach projektu „Razem-Gemeinsam-Razom” poznawali historię i tożsamość swoich narodów. Mieszkając w Jędrzychowicach Sigrun von Schlichting nie zaprzestała swej działalności w kręgach neopogańskich – w 2008 roku na zamku Rothenhorn zebrał się Światowy Kongres Religii Etnicznych. Von Schlichting była także członkinią Towarzystwa Społeczno-Kulturalnego Mniejszości Niemieckiej w Zielonej Górze, a w 2009 roku została wybrana do jego zarządu. Tkała gobeliny i prowadziła dziennik. Zmarła 11 lipca 2009 roku wskutek nieuleczalnej choroby w szpitalu we Wschowie. Pochowana na cmentarzu ewangelickim w Szlichtyngowej. Z pierwszym mężem miała pięcioro dzieci, z drugim dwoje, wychowywała także córkę zmarłej siostry. Doczekała się 17 wnucząt. Jej córką jest m.in. Fromuth Heene. W 2001 powstał poświęcony jej film pt. Rycerska krew w reżyserii Wandy Różyckiej-Zborowskiej.
Obecnie w zamku świadczone są usługi hotelarskie i gastronomiczne. Jego właścicielem jest Martin Schmuck pochodzący z Münster, który jeszcze za życia Sigrun von Schlichting przyłączył się do prac renowacyjnych pałacu i założył rodzinę z jej gospodynią, Beatą Kazimierczak.